# فين أول بيكر
فين أول بيكر (بالألمانية: Finn Ole Becker)‏ هو لاعب كرة قدم ألماني، ولد في 8 يونيو 2000 في ألمانيا. لعب مع نادي سانت باولي.

## وصلات خارجية
- فين أول بيكر على موقع الاتحاد الأوربي (الإنجليزية)
- فين أول بيكر على موقع قاعدة بيانات كرة القدم.إي يو (الإنجليزية)
- فين أول بيكر على موقع Soccerway.com (الإنجليزية)
- فين أول بيكر على موقع عالم كرة القدم.نت (الإنجليزية)